# Numajiri Kenta
Kenta Numajiri (sinh ngày 6 tháng 5 năm 1980) là một cầu thủ bóng đá người Nhật Bản.

## Sự nghiệp câu lạc bộ
Kenta Numajiri đã từng chơi cho Albirex Niigata.